# Köcsk
Köcsk é um município da Hungria, situado no condado de Vas. Tem 12,58 km² de área e sua população em 2015 foi estimada em 230 habitantes.